# Pop Design
Pop Design je slovenska pop skupina, ki deluje od leta 1985. Ustanovni člani skupine so bili Tone Košmrlj, Jani Marinšek, Danilo Čampa, Gorazd Rakovec in Primož Jovan.
Večjo prepoznavnost je skupina dosegla, ko se ji je konec leta 1988 pridružil Miran Rudan, takrat že uveljavljen pevec pri skupini Rendez-Vous. Z njim je skupina sodelovala dobro leto in se med tem se udeležila skoraj vseh festivalov v takratni Jugoslaviji; v tem obdobju je nastala plošča »Slava Vojvodine Kranjske«.
Po sporu okoli promocije jugovizijske pesmi Hasta la vista in posledičnem odhodu Mirana Rudana leta 1990 se je skupini priključil takrat še neznani pevec Vili Resnik. To obdobje je bilo za skupino zelo uspešno, saj so v petih letih sodelovanja po Sloveniji izvedli večje število koncertov in posneli šest albumov s številnimi uspešnicami. V tem obdobju je opazen tudi avtorski doprinos klaviaturista Matjaža Vlašiča. Leta 1992 so na prvi podelitvi prejeli tudi nagrado viktor za najbolj priljubljeno glasbeno skupino.
Leta 1993 so v ZDA snemali album Ko si na tleh oz. angleško različico tega albuma Dreams.
Po odhodu Vilija Resnika je sledilo manj uspešno obdobje skupine; sprva so sodelovali s pevcem Mikom Masnecem - iz tega obdobja je uspešnica »Zatreskan sem vate kot raketa«. Leta 1998 so prenehali z delovanjem. Ponovno so se sestali leta 2001, zopet z Vilijem Resnikom, in posneli album »Prihajam domov«. V popolnoma novi zasedbi leta 2002 so poskusili še s pevcem Miho Hercogom, s katerim so posneli ploščo »Vzhodno od raja I.«. Po sodelovanju z njim je skupina leta 2004 zopet prenehala z delom.
Leta 2005 so se ob 20. letnici ponovno zbrali v isti zasedbi kot v najuspešnejšem obdobju in koncertirali dobro leto.
V javnosti se je skupina opazneje pojavila leta 2007, ko se ji je zopet pridružil Miran Rudan. Skupina je izvedla nekaj zelo odmevnih koncertov, na primer dva uspešna koncerta v Križankah v Ljubljani leta 2010 in 2012.
V avgustu 2013 je skupino zapustil do tedaj v vseh obdobjih vodilni član Tone Košmrlj.
V juliju 2021 je Miran Rudan drugič zapustil skupino, poleg njega pa sta iz nje odšla tudi klaviaturist Tomaž Pavlin ter basist Tomaž Zajšek.. Skupina se je potem v kratkem času reorganizirala s starimi znanci v postavi: Jani Marinšek, Martin Erjavec, Damjan Tomažin, Tone Košmrlj ter novim pevcem Mitjo Šinkovcem.
V septembru 2022 je prišlo do ponovne spremembe v zasedbi. Vokalista Mitjo Šinkovca, ki je deloval v skupini zgolj eno leto, je zamenjal Maj Vrhovec, bobnarja Damjana Tomažina pa Luka Petrič.
Skupina se je leta 2010 zapletla v odmeven škandal, ko so mediji ugotovili, da je njihova zelo uspešna pesem Na božično noč plagiat pesmi Man of the World nemške skupine The Window Speaks. Z nemškima avtorjema Grantom Stevensom in Mickijem Meuserjem spora nikoli niso rešili, razen da so Meuserju za skladbo priznali avtorske pravice.

## Uspešnice
| Leto | Skladba                        | Glasba / tekst                                  |
| ---- | ------------------------------ | ----------------------------------------------- |
| 1987 | »Obriši šminko in ne joči več« | (Brendi)                                        |
| 1987 | »Pusti soncu v srce«           | (Siegel / Meinunger)                            |
| 1989 | »Baby Blue«                    | Hrušovar / Hvale                                |
| 1989 | »Zbogom«                       | Aron Strobel, Stefan Zauner / Košmrlj ali Rudan |
| 1989 | »Zate«                         | Candy DeRouge / Košmrlj ali Rudan               |
| 1989 | »Na božično noč«               | (M. Meuser / Rudan)                             |
| 1990 | »Nekoč bom zbral pogum«        | (Hrušovar / Brendi)                             |
| 1991 | »Neko noč«                     | (Košmrlj / Hvale)                               |
| 1992 | »Ne bom ti lagal«              | (Košmrlj)                                       |
| 1992 | »Pokliči me nocoj«             | (Košmrlj, Vlašič / Košmrlj)                     |
| 1992 | »Somebody Called Me Tonight«   | (Košmrlj, Vlašič / Košmrlj)                     |
| 1993 | »Ko si na tleh«                | (Košmrlj, Vlašič / Košmrlj)                     |
| 1995 | »Potepuh«                      | (Košmrlj, Vlašič / Košmrlj)                     |
| 1996 | »Zatreskan sem vate«           | (Muniz / Košmrlj)                               |
| 2021 | »Medena«                       | (Vlašič / Rudan)                                |

## Diskografija

### Albumi
- 1987 - Pusti soncu v srce (ZKP RTV LJ) (vokal: Jani Marinšek)
- 1989 - Slava vojvodine Kranjske (ZKP RTV LJ) (vokal: Miran Rudan)
- 1990 - Poletni hiti 1 (ZKP RTV SLO) (vokal: Miran Rudan)
- 1990 - Cerkev domača (ZKP RTV SLO) (vokal: Vili Resnik)
- 1991 - Poletni hiti 2 (ZKP RTV SLO) (vokal: Miran Rudan)
- 1992 - Zaspi pri meni nocoj (ZKP RTV SLO) (vokal: Vili Resnik)
- 1992 - Pop Design - The best of (ZKP RTV SLO) (vokal: Vili Resnik)
- 1993 - Ko si na tleh (ZKP RTV SLO) (vokal: Vili Resnik)
- 1993 - Dreams (ZKP RTV SLO) (vokal: Vili Resnik)
- 1994 - Spomin iz pajźevine (ZKP RTV SLO) (vokal: Vili Resnik)
- 1995 - Potepuh (Menart) (vokal: Vili Resnik)
- 1996 - Volk samotar (ZKP RTV SLO) (vokal: Vili Resnik)
- 1996 - Zetreskan sem vate (ZKP RTV SLO) (vokal: Mik Masnec)
- 1996 - Instrumental (Chinatown)
- 1997 - Nebo je žalostno (ZKP RTV SLO) (vokal: Mik Masnec)
- 1998 - Poletje (ZKP RTV SLO) (vokal: Mik Masnec)
- 2001 - Prihajam domov (ZKP RTV SLO) (vokal: Vili Resnik)
- 2002 - Vzhodno od raja I (ZKP RTV SLO) (vokal: Miha Herzog)
- 2005 - Pop Design 2005 Live (Nika) (vokal: Vili Resnik)
- 2009 - Best of (Producent d.o.o.)
- 2010 - Petindvajset (Megažur) (vokal: Miran Rudan)

### Na kompilacijah
- 1987 - Naj, naj, naj 3 - Obriši šminko in ne joči več (Mandarina)
- 1989 - Split '89 - Večer zabavnih melodija - Marija Elena (Jugoton)
- 1989 - ZagrebFest '89 - Festival zabavne glazbe - Lady (Jugoton)
- 1990 - Jugoton Hitovi 19 -  Hasta La Vista (Jugoton)
- 1990 - Insieme-Evropa 92 - Baby Blue (ZKP RTV)
- 1991 - Pop delavnica '91 zvečer - Solza (ZKP RTV)
- 1991 - Split '91 - Festival zabavne glazbe - Sedam dana (Jugoton)
- 1992 - Pop top - Baby Blue / Ljubim te / Odhajajam v live / Macho Macho / Kdo ti sedaj krade čas
- 1993 - Zlata kaseta - Somebody call me tonight (ZKP RTV)
- 1994 - Karaoke-Slo Hiti 1 - Pokliči me nocoj (ZKP RTV)
- 1996 - Uspešnice 1996 - Zatreskan sem vate (ZKP RTV)
- 1998 - Pop Rock Elita - Rad bi živel s teboj
- 1998 - Božični čas - Na božično noč
- 2000 - Iz domače skrinje 1 - Na Božično noč
- 2000 - Nepozabne uspešnice - Ne bom ti lagal
- 2001 - Hitologija - Pokliči me nocoj (ZKP RTV)
- 2001 - Iz domače skrinje 3 - Prihajam domov
- 2005 - Najlepše Slovenske uspešnice 1990-1999 Vol. 1 - Solza (Corona)
- 2007 - DJ Svizec turbo mix. Vol. 7 - Solza '07 (Menart)
- 2007 - Beli album 14 - Solza '07 (Menart)
- 2008 - Beli album 15 - Ko si na tleh (DJT by D@P radio mix) (Menart)
- 2008 - Beli album 16 - Ne bom ti lagal (Menart)
- 2008 - The best of Makfest - Dajte gi racete
- 2010 - Beli album 18 - Zate Slovenija (DJT DJ Sizec pumpaj mix) (Menart)
- 2010 - Beli album 19 - Srce iz črepinj (Menart)
- 2012 - Po praznikih diši - Na božično noč (Zlati zvoki)

## Nastopi na glasbenih festivalih
V prvih letih delovanja je skupina nastopila na večjih festivalih na področju tedanje Jugoslavije. Kot večina so prvič nastopili na Pop delavnici leta 1987 s skladbo Čas za sladoled in zasedli 7. mesto. Naslednje leto so prav tako nastopili na Pop delavnici s skladbo Pobegniva proč, tokrat so osvojili 6. mesto. Istega leta so nastopili še na Melodijah morja in sonca s skladbo Krasna Jasna.
Leta 1989 so nato z novim pevcem Miranom Rudanom nastopili na jugoslovanskem izboru za evrovizijsko popevko s skladbo Baby Blue (9. mesto), Melodijah morja in sonca s skladbo Nekoč bom zbral pogum, na festivalu Pop delavnica so bili zmagovalci po izboru radijskih postaj s skladbo Odhajam v life, na Makfestu so nastopili s skladbo Vreme za pobedi (pesem je kasneje izšla v slovenščini z naslovom Vse je moje), splitskem festivalu s skladbo Marija Elena in pa na Zagrebfestu s skladbo Lady lady.
Leta 1990 so ponovno nastopili na jugoslovanskem izboru za evrovizijsko popevko s skladbo Hasta la vista in zasedli 10. mesto; to je bil tudi prvi nastop za takrat novega pevca Vilija Resnika. Leto kasneje so se s skladbo »Sedam dana« prijavili na splitski festival, vendar je ta zaradi vojne odpadel. Isto leto so bili na festivalu Pop delavnica zmagovalci po izboru radijskih postaj s skladbo Solza. Istega leta so nastopili na Melodijah morja in sonca s pesmijo Mini krilo.
Leta 1991 so na Makfestu osvojili 1. mesto s skladbo Dajte gi racete (Podajmo si roke) (na festivalu Makfest so sicer nastopili še leta 1992 z Dajte ni sonce.
Leta 1996 so nastopili na EMI s skladbo Volk samotar in osvojili 6. mesto, leta 1998 pa s skladbo Nora noč zasedli 13. mesto. Na predizboru za EMO so nastopili še leta 2004 s skladbo In ti greš.

### EMA
- 1996: Volk samotar (Matjaž Vlašič - Tone Košmrlj) - 6. mesto (48 točk)
- 1998: Nora noč (Tone Košmrlj - Tone Košmrlj - Tone Košmrlj) - 13. mesto (911 telefonskih glasov)
- 2004: In ti greš (Zvone Hranjec - Tone Košmrlj - Zvone Hranjec)